# Bibliothek von Caesarea
Die Bibliothek von Caesarea war eine Bibliothek der Christen in der antiken Stadt Caesarea Maritima in Palästina. Ihr Grundstock war die Privatbibliothek des Origenes.
Die in Caesarea ansässige Schule des Pamphilos von Caesarea hatte einen ausgezeichneten Ruf; ihre Vertreter sammelten ca. 30.000 Manuskripte. Da der Cäsareanische Texttyp zu den frühesten neutestamentlichen Texttypen zählte, kamen Persönlichkeiten wie Gregor von Nazianz, Basilius der Große und Hieronymus zum Studium an die Mittelmeerküste. Zu den wichtigsten Schriften in der Sammlung gehörten Exemplare des Hebräerevangeliums und der Hexapla.
Die Christenverfolgung des römischen Kaisers Diokletian beschädigte die Bestände der Bibliothek. Geistliche wie Acacius von Caesarea machten sich sodann an die Restaurierung und Konservierung. In der Forschung wird die Auffassung vertreten, dass die islamische Expansion um 700 n. Chr. die Zerstörung der Bibliothek einleitete.